# 卡洛斯·韦伯
卡洛斯·哈维尔·韦伯（西班牙語：Carlos Javier Weber，1966年1月6日—），阿根廷男子排球运动员。他曾代表阿根廷参加1988年、1996年和2000年夏季奥林匹克运动会排球比赛，其中1988年奥运会获得一枚铜牌。